# Marianus
Marianus ist ein männlicher Vorname.

## Herkunft und Bedeutung
Marianus (weibliche Form Mariana) ist lateinisch, abgeleitet von dem römischen Gentilnamen Marius in der Bedeutung „zu Marius gehörig, Marier“, und wurde auch als Cognomen getragen. Im Christentum, wo der Name als Taufname übernommen wurde, überkreuzte er sich mit der Ableitung marianus aus dem Namen Maria und nahm dadurch die sekundäre Bedeutung „zu Maria (der Mutter Jesu) gehörig, Marianer“ an. Die Ableitung aus dem Namen Marias liegt auch dem Ehrentitel des Johannes Duns Scotus Doctor Marianus zugrunde.

## Namensträger
- Marianus (Statthalter), römischer Statthalter von Achaea um 260
- Marianus Arokiasamy (1927–2007), Erzbischof von Madurai
- Marianus Brockie (eigentlich Daniel Brockie; 1687–1755), schottischer katholischer Theologe und Philosoph
- Marianus Scottus (gälisch Muiredach; † ~1081), irischer Mönch, Gelehrter und Klostergründer
- Marianus Scotus (Chronist) (gälisch Máel Brigte; 1028–1082/1083), irischer Mönch und Chronist
- Marianus Sertorius, Pseudonym von Anton Reiser (Theologe) (1628–1686), deutscher lutherischer Theologe

## Cognomen
- Publius Vibius Marianus, römischer Ritter (Kaiserzeit)

## Varianten
Siehe Marian